# Pietro Vidoni (1759–1830)
Pietro Vidoni (ur. 2 września 1759 w Cremonie, zm. 10 sierpnia 1830 w Rzymie) – włoski kardynał.

## Życiorys
Urodził się 2 września 1759 roku w Cremonie, jako syn Cesareego Francesca Soresiny Vidoniego i Dorotei Pallavicini. Studiował na Papieskiej Akademii Kościelnej, gdzie uzyskał doktoraty z prawa i teologii. Był referendarzem Trybunału Obojga Sygnatur, protnotariuszem apostolskim i relatorem Świętej Konsulty. 8 marca 1816 roku został kreowany kardynałem diakonem i otrzymał diakonię San Nicola in Carcere. Uzyskał dyspensę z powodu nieposiadania święceń kapłańskich. W latach 1825–1826 pełnił funkcję kamerlinga Kolegium Kardynałów. Zmarł 10 sierpnia 1830 roku w Rzymie.